# 1966-os Formula–1 monacói nagydíj
Az 1966-os Formula–1-es világbajnokság szezonnyitó futama a monacói nagydíj volt.

## Futam
Az 1966-os szezonnyitó monacói nagydíjon Clark szerezte meg a pole-t az 1965-ös Lotus-Climaxszal Surtees, Stewart és Hill előtt.
Clark váltóhibával küszködött, ezért hátraesett a mezőnyben. A vezető Surtees a 15. körben differenciálműve meghibásodása után kiállt. Később Hulme és Brabham is kiesett, majd Rindt motorhibája után Clark már a negyedik volt, de a 60. körben felfüggesztési hiba miatt ő is kiállni kényszerült. Hill győzelmi esélyei megcsúszásával elszálltak, 3. lett. Jackie Stewart nyerte a futamot 40 másodperccel Lorenzo Bandini előtt. Bob Bondurant negyedik lett egy privát BRM-mel, 5 kör hátrányban.
Ez volt a McLaren csapat első versenye.
| Helyezés | #  | Versenyző       | Csapat/Motor    | Futott körök | Idő/Kiesés oka  | Rajthely | Pontszám |
| -------- | -- | --------------- | --------------- | ------------ | --------------- | -------- | -------- |
| 1        | 12 | Jackie Stewart  | BRM             | 100          | 2:33'10,5       | 3        | 9        |
| 2        | 16 | Lorenzo Bandini | Ferrari         | 100          | + 40,2          | 5        | 6        |
| 3        | 11 | Graham Hill     | BRM             | 99           | + 1 kör         | 4        | 4        |
| 4        | 19 | Bob Bondurant   | BRM             | 95           | + 5 kör         | 16       | 3        |
| Kiesett  | 9  | Richie Ginther  | Cooper-Maserati | 80           | Erőátvitel      | 9        |          |
| HN       | 21 | Guy Ligier      | Cooper-Maserati | 75           | Helyezés nélkül | 15       |          |
| HN       | 18 | Jo Bonnier      | Cooper-Maserati | 73           | Helyezés nélkül | 16       |          |
| Kiesett  | 4  | Jim Clark       | Lotus-Climax    | 60           | Felfüggesztés   | 1        |          |
| Kiesett  | 10 | Jochen Rindt    | Cooper-Maserati | 56           | Motorhiba       | 7        |          |
| Kiesett  | 14 | Jo Siffert      | Brabham-BRM     | 35           | Kuplung         | 13       |          |
| Kiesett  | 6  | Mike Spence     | Lotus-BRM       | 34           | Felfüggesztés   | 12       |          |
| Kiesett  | 7  | Jack Brabham    | Brabham-Repco   | 17           | Váltó           | 11       |          |
| Kiesett  | 17 | John Surtees    | Ferrari         | 16           | Erőátvitel      | 2        |          |
| Kiesett  | 8  | Denny Hulme     | Brabham-Climax  | 15           | Erőátvitel      | 6        |          |
| Kiesett  | 2  | Bruce McLaren   | McLaren-Ford    | 9            | Olajszivárgás   | 10       |          |
| Kiesett  | 15 | Bob Anderson    | Brabham-Climax  | 3            | Motorhiba       | 8        |          |

### Statisztikák
Vezető helyen:
- John Surtees : 14 (1-14)
- Jackie Stewart : 86 (15-100)

Jackie Stewart 2. győzelme, Jim Clark 25. pol pozíció , Lorenzo Bandini 1. leggyorsabb köre.
- BRM 13. győzelme.

Guy Ligier és Denny Hulme első versenye.